# Aaldert Willem van Erkel

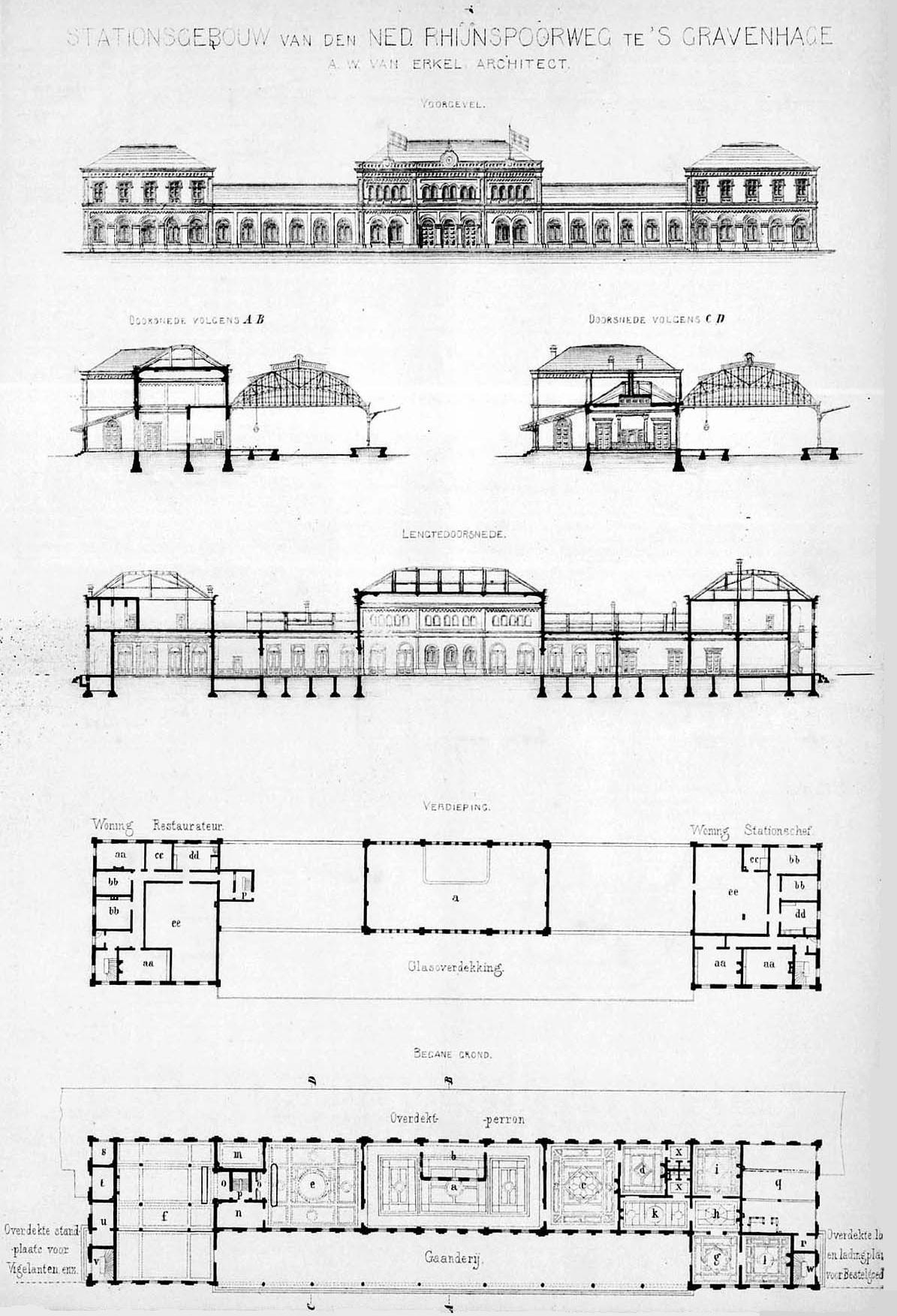
A.W. van Erkel. Station Den Haag Staatsspoor, gevel, doorsneden, plattegronden. Afkomstig uit De Opmerker, 5e jaargang, nummer 45 (5 november 1870).

Aaldert Willem van Erkel (1839 – Utrecht, 2 juli 1877) was een Nederlands architect.
Hij was de zoon van de ambtenaar Matthijs van Erkel en zijn vrouw Catharina Mulder. Hij ontwierp onder meer het oude Station Arnhem (1865-1869; verwoest in 1944) en Station Den Haag Staatsspoor (1870; gesloopt ca. 1973).